# Ansamblul urban „Str. Pestalozzi” din Timișoara

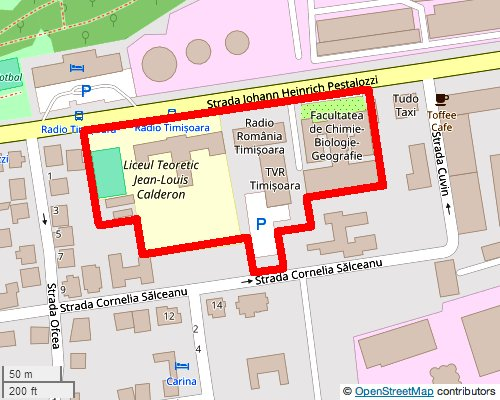
Localizarea și limitele ansamblului

Ansamblul urban „Str. Pestalozzi” este o zonă din cartierul Fabric al Timișoarei, declarată monument istoric, având codul LMI TM-II-a-B-06111.

## Descriere
Ansamblul este format din clădirile situate pe str. Pestalozzi, nr. 14, 14A și 16.

## Clădiri care fac parte din ansamblu
| Poz. | Descriere | Adresă, Coordonate                                                                   | Data autorizării/ data terminării, Arhitect                               | Imagine | Note                          |
| ---- | --- | ------------------------------------------------------------------------------------ | ------------------------------------------------------------------------- | ------- | ----------------------------- |
| 1    | Școala Normală de Băieți, actual Liceul Jean Louis Calderon. | Str. Johann Heinrich Pestalozzi, nr. 14 45°45′14″N 21°14′36″E / 45.7540°N 21.2432°E  | 1895 Eduard Reiter                                                        |         | [ 3 ] [ 4 ]                   |
| 2    | Clădirea societății Postul Regional Radio Timișoara. | Str. Johann Heinrich Pestalozzi, nr. 14A 45°45′15″N 21°14′39″E / 45.7541°N 21.2441°E |                                                                           |         | [ 3 ] [ 5 ]                   |
| 3    | Palatul Orfelinatului Gisella, astăzi adăpostește Facultatea de Chimie, Biologie, Geografie și Facultatea de Economie și de Administrare a Afacerilor a Universității de Vest. | Str. Johann Heinrich Pestalozzi, nr. 16 45°45′15″N 21°14′41″E / 45.7542°N 21.2448°E  | 15 august 1901 Ernst Gotthilf (architect) József Krémer sr. (constructor) |         | [ 3 ] [ 6 ] [ 7 ] [ 8 ] [ 9 ] |